# Sébeville
Sébeville is een gemeente in het Franse departement Manche (regio Normandië) en telt 35 inwoners (2009). De plaats maakt deel uit van het arrondissement Cherbourg-Octeville. Sinds maart 2001 is Jean-Jacques Bréguet de burgemeester van de gemeente.

## Geografie
De oppervlakte van Sébeville bedraagt 2,9 km², de bevolkingsdichtheid is dus 12,1 inwoners per km².
De onderstaande kaart toont de ligging van Sébeville met de belangrijkste infrastructuur en aangrenzende gemeenten.

## Demografie
Onderstaande figuur toont het verloop van het inwonertal (bron: INSEE-tellingen).

1. ↑  Populations de référence 2022.